# Tomson Highway
Pour les articles homonymes, voir Highway.
 (juillet 2010).
Si vous disposez d'ouvrages ou d'articles de référence ou si vous connaissez des sites web de qualité traitant du thème abordé ici, merci de compléter l'article en donnant les références utiles à sa vérifiabilité et en les liant à la section « Notes et références ».
Tomson Highway est né le 6 décembre 1951. Il est  écrivain, dramaturge, pianiste, auteur-compositeur cri originaire de la réserve de Brochet au nord du Manitoba, au Canada. Durant sa jeunesse, il a été pianiste de concert avant de quitter cette occupation pour aider les siens, les Cris. Il est officier de l’Ordre du Canada. Il parle couramment le cri, le français et l'anglais.

## Biographie

### Jeunesse, études et début de carrière
Tomson Highway est le onzième enfant d’une famille de douze. Il a grandi dans le nord du Manitoba. «À six ans, il est séparé de sa famille et envoyé par le gouvernement fédéral au pensionnat [autochtone] Guy Hill, où il demeure jusqu’à l’âge de 15 ans. » Il se fait héberger dans une famille blanche et termine ses études au secondaire à Winnipeg. Ensuite, il étudie à l’Université du Manitoba et à l’Université Western dans lesquelles il étudie la musique et la littérature anglaise. C’est notamment pendant ces années qu’il travaille avec le dramaturge James Reaney.
«Après l’obtention de son diplôme en 1976, Tomson Highway se dévoue au travail social pendant sept ans. Il travaille alors sur des réserves et dans des centres urbains en Ontario. À 30 ans, ressentant le besoin de transmettre sa vaste expérience de la vie autochtone ». C’est par la suite qu’il commence à écrire des pièces de théâtre.

### Carrière littéraire et théâtrale
Il est l'auteur des pièces Les reines de la réserve (The Rez Sisters) et de Dry Lips devrait déménager à Kapuskasing (Dry Lips Oughta Move to Kapuskasing), pour lesquelles il a reçu plusieurs prix, dont le Prix Dora Mavor Moore pour la nouvelle pièce de théâtre remarquable et le Prix Floyd S. «Les deux pièces se déroulent sur la réserve fictive de Wasaychigan Hill, en Ontario, et mettent en scène un filou (trickster) très théâtral qui, comme l’écrit l’auteur, est «un personnage aussi essentiel à l’univers autochtone que le Christ l’est à la mythologie chrétienne ». The Rez Sisters a été présentée à plusieurs endroits au Canada ainsi qu'à l'étranger. Ces deux pièces présentent la vie des peuples des Premières nations vivant sur les réserves, notamment sur l'Île Manitoulin dans The Rez Sisters qui montre les femmes de la communauté se préparant pour un voyage à Toronto pour assister à la plus grande partie de bingo, tandis que dans Dry Lips Oughta Move to Kapuskasing les hommes montrent leur intérêt pour le hockey. Rose, écrit en 2000, est la troisième pièce de cette  trilogie.
En plus de ces pièces, il a écrit The Incredible of Mary Jane Mosquito (2016) et Ernestine Shuswap Gets Her Trout (2005) et plusieurs autres.
Il a également écrit de la littérature d’enfance et de jeunesse, notamment la trilogie intitulée Les chansons du vent du Nord(Songs of the North Wind) composée du Chant des caribous (Caribou Song), Les libellules cerfs-volants (Dragonfly Kites) et Un renard sur la glace (Fox on the Ice). Ceux-ci ont tous été traduits en français par Mishka Lavigne et réédités par les Éditions Prises de parole.Highway est également l'auteur du roman Champion et Ooneemeetoo (Kiss of the Fur Queen - 1998). Le roman s'inspire des évènements qui ont mené au décès de René Highway, frère de l'auteur, causé par le SIDA. Le roman est inspiré de la vie de l’auteur. «Champion et Ooneemeetoo Okimasis, jeunes Cris du nord du Manitoba, sont arrachés à leur famille et placés dans une école catholique résidentielle du sud. Aliénés par une culture qu’on leur impose, ils luttent pour leur survie. »
En 2021, il publie Permanent Astonishment dans lequel il relate ses mémoires. Ce livre se mérite le Prix Hilary Weston remis par la Writer’s Trust pour les oeuvres non romanesques.  

### Musique et cinéma
En 2005, Tomson Highway écrit un libretto pour un opéra intitulé Pimooteewin (Le voyage) en anglais et en cri qui sera présenté pour la première fois en 2008 St-Lawrence Centre à Toronto. Dans celui-ci, nous suivons l’histoire d’un filou [trickster] qui fait une visite au pays des morts. Selon certains, il serait le premier opéra en langue cri, mais ce n’est pas encore confirmé. «Il est qualifié, même par ses créateurs et Soundstreams, de « nouveau théâtre musical, nouvelle pièce musicale, drame musical cri, drame semi-achevé, oratorio ou opéra en langue crie ». Son aspect multiculturel évident recoupe les mythes et légendes des Premières Nations, la tradition européenne de l'opéra et la tradition asiatique (avec l'ascendance chinoise d'Hui et l'influence du kabuki japonais).» En 2009, la production fait une tournée dans le nord de l’Ontario. Highway a également écrit un autre libretto intitulé Chaakapesh : The Trickster’s Quest qui sera également produit comme opéra en 2018,.
«En 2017, il présente la première de Songs in the Key of Cree, un spectacle musical composé de chansons provenant de certaines de ses pièces. Chaque chanson est écrite et interprétée en cri. Songs in the Key of Cree met également en vedette les artistes Patricia Cano (chanteuse de cabaret péruvo-canadienne) et Marcus Ali (saxophoniste jazz). En 2022, Tomson lance Cree Country, un album de musique country, sur lequel figure également Cano.»
En 2022, Barry Bilinsky réalise un petit film sur la vie personnelle de Tomson Higway produit par l’Office national du film. «Avec sa cordialité et son humour typiquement cri, Tomson nous invite chez lui, à Gatineau, au Québec, où il nous parle de ses parents, de notre raison de vivre et de la musique, une langue en soi.»

## Œuvres

### Théâtre
- The Sage, the Dancer, and The Fool, 1989
- Dry Lips Oughta Move to Kapuskasing, Saskatoon, Fifth House, 1989, 134 p. (ISBN 9780920079553)
  - ○	Dry Lips devrait déménager à Kapuskasing (trad. Jean Marc Dalpé), Sudbury, Éditions Prise de parole, 2009, 197 p. (ISBN 9782894232194)
- Rose, Vancouver, Talonbooks, 2003, 160 p. (ISBN 9780889224902)
- Ernestine Shuswap Gets Her Trout, Vancouver, Talonbooks, 2005, 93 p. (ISBN 9780889225251)
- The (post) Mistress : a one woman musical, Vancouver, Talonbooks, 2013, 69 p. (ISBN 9780889227804)
- The Incredible Adventures of Mary Jane Mosquito, Markham, Fifth House, 2016, 70 p. (ISBN 9781927083383)

### Libretto (Opéra)
- Pimooteewin, 2008

- Chaakapesh: The Trickster’s Quest,, 2018

### Performance musicale
- Songs in the Key of Cree, 2017
- Cree Country, 2022

### Roman
- Kiss of the Fur Queen, Norman, University of Oklahoma Press, 1998, 310 p. (ISBN 9780806132365)
  - Champion et Ooneemeetoo (trad. Robert Dickson), Sudbury, Éditions Prises de parole, 2004, 353 p. (ISBN 9782894231661)
  - Le baiser de la Reine blanche (trad. Robert Dickson), Malvezie, Éditions Dépaysage, 2022, 425 p.  (ISBN 978-2-902039-30-2)

### Essais
- Comparing Mythologies, Ottawa, University of Ottawa Press, 2003, 50 p. (ISBN 9780776605678)
- From Oral to Written : A Celebration of Indigenous Literature in Canada, Vancouver, Talonbooks, 2017, 395 p. (ISBN 9781772011166)

### Littérature jeunesse
- Caribou Song (ill. Brian Deines), Toronto, HarperCollins Publisher, 2001, 29 p. (ISBN 9780002255226)
  - Le chant des caribous (Ateek Oonagamoon) (trad. Mishka Lavigne, ill. John Rombough), Sudbury, Éditions Prises de parole, 30 p. (ISBN 9782897442422)
- Dragonfly Kites (ill. Brian Deines), Toronto, HarperCollins Publishers, 2002, 32 p. (ISBN 9780002255271)
  - Les libellules cerfs-volants (Pimithaagansa) (trad. Mishka Lavigne, ill. Julie Flett), Sudbury, Éditions Prises de parole, 2020, 32 p. (ISBN 9782897442453)
- Fox on the Ice (ill. Brian Deines), Toronto, HarperCollins Publishers, 2003, 30 p. (ISBN 9780002255325)
  - ○	Un renard sur la glace (Maageesees maskwameek kaapit) (trad. Mishka Lavigne, ill. Brian Deines), Sudbury, Éditions Prises de parole, 2020, 30 p. (ISBN 9782897442392)

### Anthologie
- An Anthology of Canadian Native Literature, Toronto/New York, Oxford University Press, 1992, 393 p. (ISBN 9780195408195), « The lover snake »
- Our Story : Aboriginal Voices on Canada’s Past, Toronto, Doubleday, 2004, 250 p. (ISBN 9780385660754), « Hearts and Flowers »
- Me funny, Vancouver/Berkeley, Douglas & McIntyre, 2006, 191 p. (ISBN 9781282696464), « Why Cree is the funniest of all languages »
- Me sexy : an exploration of native sex and sexuality, Vancouver/Berkeley, Douglas & McIntyre, 2008, 186 p. (ISBN 9781553652762), « Why Cree is the sexiest of all languages »

### Autre
- -	Johnny national, super-héros (ill. Leo Yerxa), Ottawa, Santé Canada, 2001, 32 p. (ISBN 9780662860075)

## Prix et distinctions
●      1987: Prix Dora Mavor Moore pour la Nouvelle pièce de théâtre remarquable remis par la Toronto Alliance for Performing Arts (pour The Rez Sisters)
●      1987 : Prix Floyd S. Chalmers pour les pièces de théâtre canadiennes (pour The Rez Sisters)
●      1989 : Prix Dora Mavor Moore pour la Nouvelle pièce de théâtre remarquable remis par la Toronto Alliance for Performing Arts (pour Dry Lips Oughta Move to Kapuskasing)
●      1990 : Prix Floyd S. Chalmers pour les pièces de théâtre canadiennes (pour The Rez Sisters)
●      1990 : Prix des arts de Toronto remis par Arts Foundation of Greater Toronto
●      1999 : Prix Silver Ticket remis par la Toronto Alliance for Performing Arts
●      2001 : Prix national d’excellence remis aux Autochtones (Prix Indspire)
●      2021 : Prix Hilary Weston Writer’s Trust pour les oeuvres non romanesques (pour Permanent Astonishment)
●      2022 : Prix du Gouverneur général pour les arts du spectacle